# أولاد الشيخ
قرية أولاد الشيخ هي إحدى القرى التابعة لمركز دار السلام بمحافظة سوهاج في جمهورية مصر العربية. حسب إحصاءات سنة 2006، بلغ إجمالي السكان في أولاد الشيخ 6475 نسمة، منهم 3030 رجل و3445 امرأة.